# De Bellis Antiquitatis
De Bellis Antiquitatis (más conocido por sus siglas DBA) es un juego de miniaturas histórico, basado en las épocas comprendidas entre la Edad Antigua y la Edad Media, en el periodo del 3000 a. C. al 1485 d. C. Este juego permite recrear batallas entre dos o más facciones, de corta duración en comparación con otros wargames y con muy pocas figuras, de una manera real y divertida. Las reglas incluyen un sistema de campaña y más de 250 ejércitos. DBA es una producción de Wargames Research Group y fue el primer juego de la serie DBx, en la que ahora se incluyen De Bellis Multitudinis (una versión más compleja de DBA), De Bellis Magistrorum Militum (evolución del anterior), Hordes of the Things (la versión de fantasía) y De Bellis Renationis (abarca la época renacentista).

## Escala y Bases

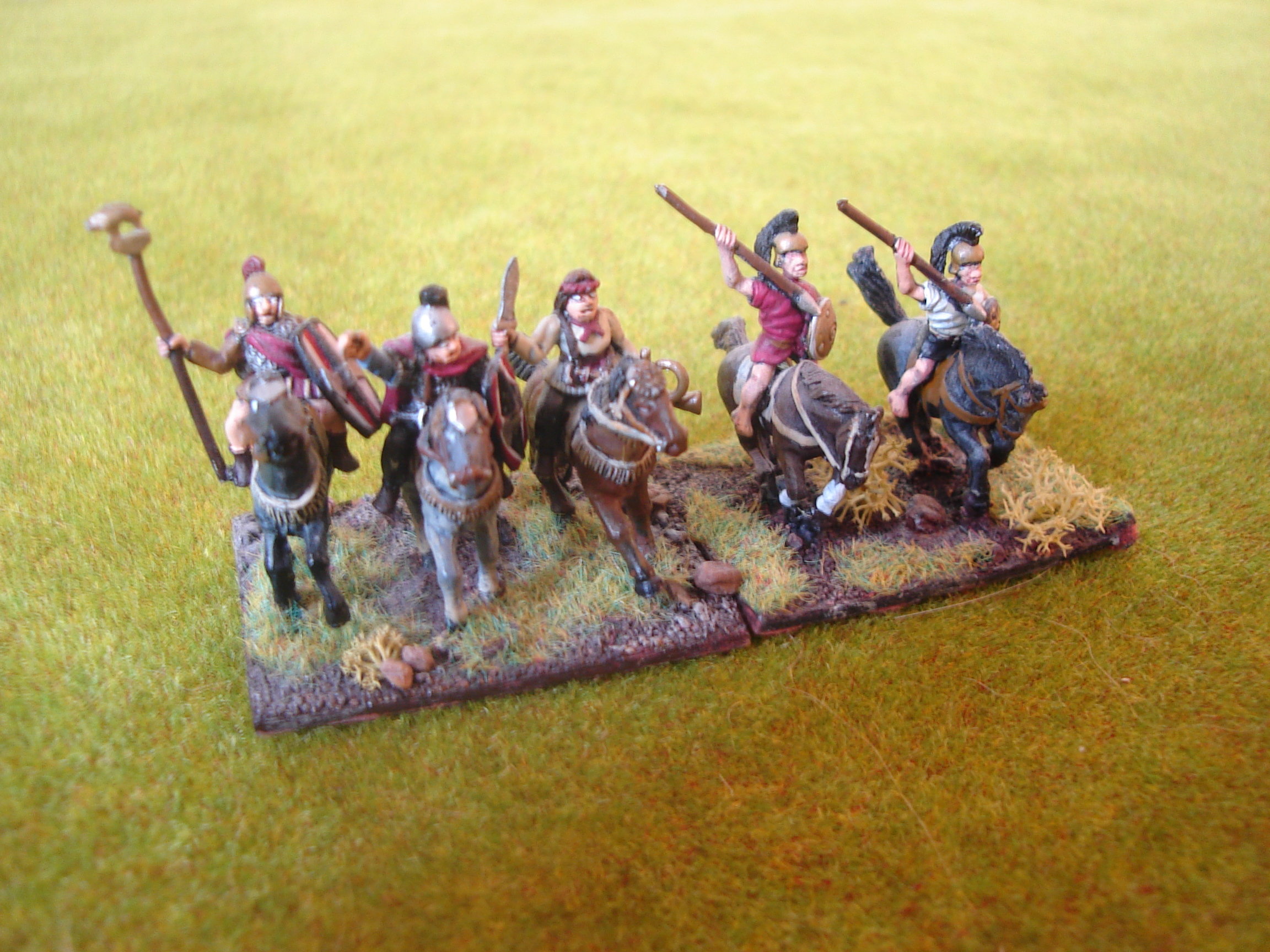
A la izquierda C-in-C (unidad de general en caballería) y a la derecha 2LH (unidad de caballería ligera) en 15 mm sobre bases de 40 x 30 mm.

Para jugar a DBA no es necesario mantener una escala determinada. Aunque la mayoría de jugadores juegan con miniaturas de 15 mm, se puede acordar jugar con escalas de 25 mm, 15 mm, 10 mm, 6 mm o 2 mm. También hay dos sistemas de medida según el tamaño de las bases. Así, se pueden tener ejércitos con pocas miniaturas por bando, o increíbles hordas de miniaturas de 6 mm, o incluso de 2 mm.
Hay dos tipos de escalas: la de 15 mm y la de 25 mm. Se puede escoger cualquiera, pero la más usada es la de 15 mm, al ser las miniaturas de esta escala las más utilizadas. En el reglamento hay una tabla completa con las medidas de cada peana. Todas las peanas en escala 15 mm tienen en común su frente de 40 mm; la profundidad varía según el tipo de tropa. También depende de esto el número de miniaturas por peana, variando desde dos figuras en las unidades de psiloi a siete en las unidades de hordas. En cualquier caso, el número de miniaturas en cada peana no afecta al juego, por lo que puede ser modificado (por ejemplo, para adaptarlo a otras escalas).

## Diseñadores
Phil Barker, Richard Bodley Scott, Sue Laflin Barker.